# Syrphophagus puparia
Syrphophagus puparia är en stekelart som först beskrevs av Girault 1929.  Syrphophagus puparia ingår i släktet Syrphophagus och familjen sköldlussteklar. Inga underarter finns listade i Catalogue of Life.